# Río Pedregal 2.ª Sección (Guadalupe Victoria)
Río Pedregal 2.ª Sección (Guadalupe Victoria) es una localidad del municipio de Huimanguillo ubicado en la subregión de la Chontalpa del estado mexicano de Tabasco.

## Geografía
La localidad de Río Pedregal 2.ª Sección (Guadalupe Victoria) se sitúa en las coordenadas geográficas 17°35′17″N 93°40′47″O / 17.588056, -93.679722, a una elevación de 21 metros sobre el nivel del mar.

## Demografía
Según el Conteo de Población y Vivienda 2020, efectuado por el Instituto Nacional de Estadística y Geografía, la localidad de Río Pedregal 2.ª Sección (Guadalupe Victoria) tiene 25 habitantes, de los cuales 8 son del sexo masculino y 17 del sexo femenino. Su tasa de fecundidad es de 2.56 hijos por mujer y tiene 7 viviendas particulares habitadas.
| Gráfica de evolución demográfica de Río Pedregal 2.ª Sección (Guadalupe Victoria) entre 2000 y 2020 |
| |
| INEGI.                                                                                              |